# Ban Chiang

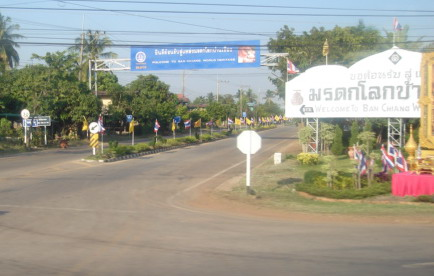
Einfahrt zum Ban Chiang-Komplex

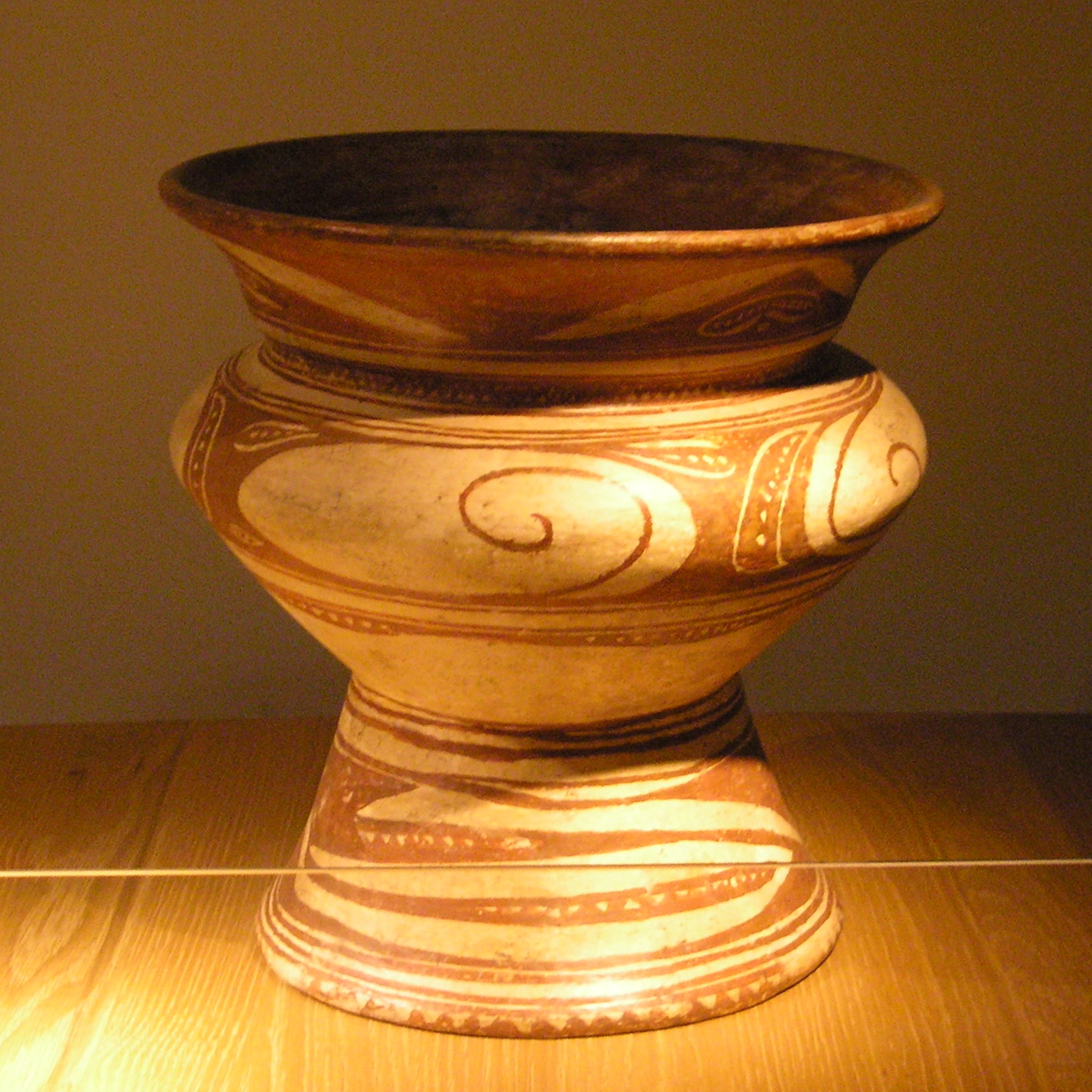
Ban Chiang Keramik im Museum für Indische Kunst Dahlem

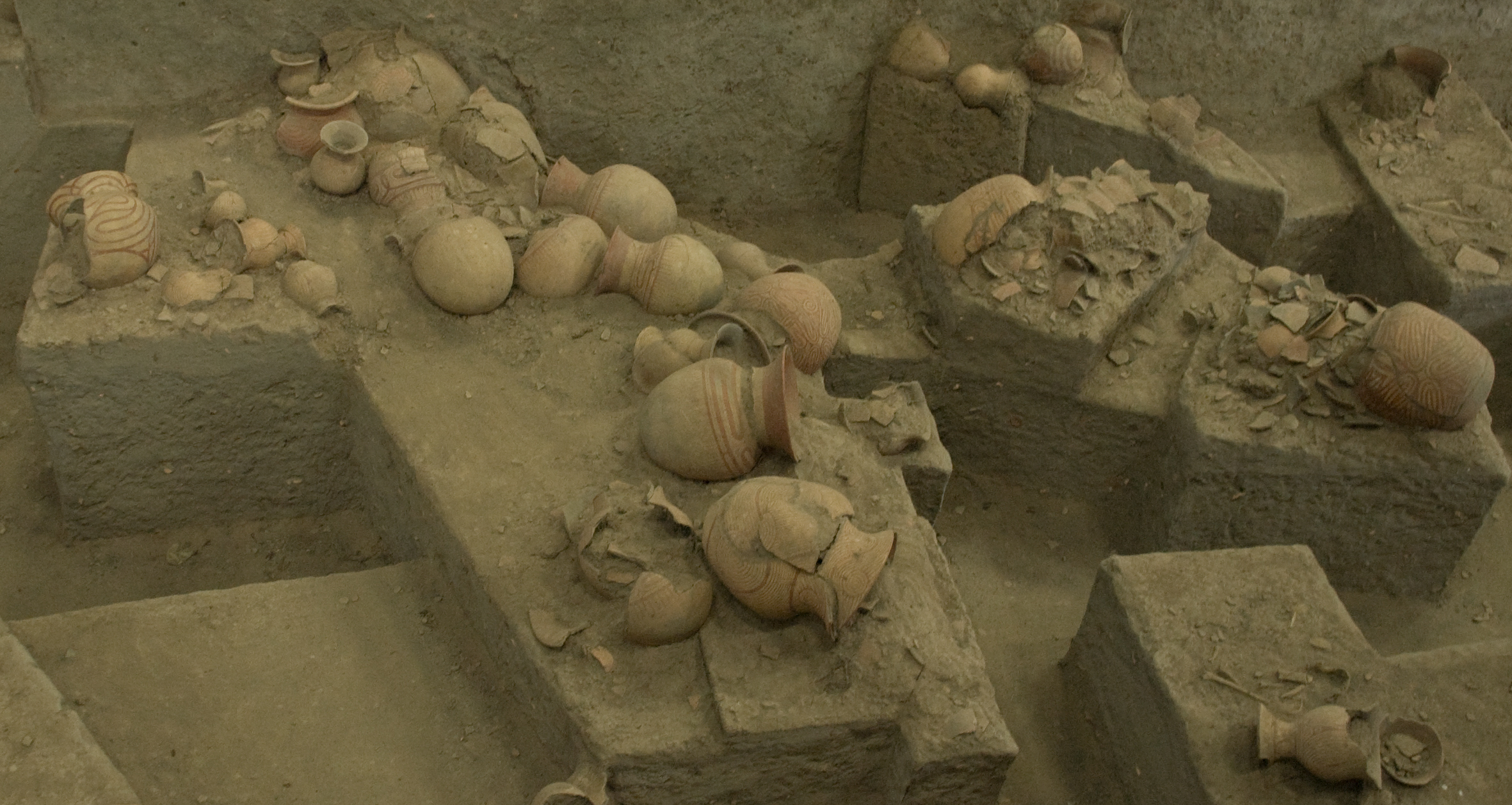
Fundstücke aus Ban Chiang

Ban Chiang (Thai: บ้านเชียง) ist eine Ortschaft im Nordosten Thailands. Sie liegt im Landkreis Nong Han der Provinz Udon Thani.

## Lage
Ban Chiang liegt etwa 50 Kilometer östlich der Provinzhauptstadt Udon Thani an der Grenze zur Provinz Sakon Nakhon.

## Wirtschaft und Bedeutung
Früher lebten die Menschen hier eher ärmlich von den kargen Ernten der Reisfelder und Plantagen der Umgebung. Jetzt ist der Tourismus die Haupteinnahmequelle von Ban Chiang, der von den sensationellen Funden aus der Bronzezeit angezogen wird.

## Geschichte
Bis 1967 ging man davon aus, dass Ban Chiang – so wie die meisten anderen Dörfer und Städte der Umgegend – etwa um 1820 von Laos aus besiedelt worden war. Und schon seit dieser Zeit gibt es immer wieder Berichte und Zeugnisse von Funden: Knochen, Keramiken, Metallwerkzeuge usw.
1966 machte der US-Amerikaner Steve Young (Sohn des damaligen amerikanischen Botschafters in Thailand) die Archäologen in Bangkok auf die Stätte aufmerksam. Zum Vorschein kamen in zwei Kampagnen (1966–1967 und 1972) sensationelle Funde, die zunächst darauf hindeuteten, dass die Gegend bereits Mitte des Mitte des 4. Jahrtausends v. Chr. besiedelt war und eine hochentwickelte landwirtschaftliche Kultur beherbergte. Erst bei späteren Grabungen konnte genügend organisches Material für eine Radiokarbon-Datierung gewonnen worden, wodurch die Anfänge von Ban Chiang auf Ende des 3. Jahrtausends v. Chr. neu datiert wurden.
Feine Keramiken mit Spiral- und Bandornamenten, stilisierte Pflanzen und Tiere und naturbelassene Tongefäße mit eleganten Formen und ideenreichen Mustern (z. B. Wellenmuster, Blätter, Daumenabdrücke) wurden entdeckt. Sie zählen zu den ältesten Keramik-Mustern der Erde. Die größte Aufmerksamkeit erhielt die Grabung jedoch durch die bronzezeitlichen Werkzeuge, die in Südostasien einmalig sind. Hätte sich die ursprüngliche Datierung bestätigt, dann hätte zur Zeit der europäischen Jungsteinzeit hier die Bronzezeit (parallel mit der Entwicklung in Mesopotamien) begonnen. Die Ähnlichkeit der Muster und der Farbgebung zwischen den Funden in Ban Chiang und denen in Mesopotamien ist verblüffend.
Nach unterschiedlichen Studien begann in Ban Chiang die Bronzezeit gegen Anfang oder Ende des 2. Jahrtausends v. Chr., das in Ban Chiang verarbeitete Kupfer stammte aus dem Hochland von Laos. Die Eisenzeit begann etwa im 7. Jahrhundert v. Chr., schließlich wurde die Siedlung ungefähr um 300 n. Chr. aufgegeben.
1992 wurde die archäologische Stätte von Ban Chiang von der UNESCO als Weltkulturerbe anerkannt.
Siehe auch: Geschichte Thailands.

## Sehenswürdigkeiten
- Nationalmuseum Ban Chiang – Ausgrabungsstücke werden gezeigt (mit englischen Erklärungen) mit Dioramen, die Ausgrabung und früheres Leben zeigen, und in der Nähe befindet sich eine Originalfundstelle